# Й
Das Й (Kleinbuchstabe й) ist ein Buchstabe des kyrillischen Alphabets und Teil des russischen und anderer Alphabete. Seine Aussprache ist /⁠j⁠/. Es handelt sich um ein kyrillisches И mit Breve.

## Geschichte
In der alten kyrillischen Schrift waren diakritische Zeichen über den Buchstaben sehr häufig, darunter Akzentzeichen und auch das Breve zur Kennzeichnung von Buchstaben, die vokalische oder konsonantische Funktion haben konnten. So konnte der Buchstabe И den Vokal /i/ oder den Konsonanten /j/ bezeichnen (ähnlich wie ⟨i⟩ im Lateinischen), für Letzteres setzt man aber oft ein Breve-Zeichen über den Buchstaben: Й. So ist es z. B. auch in Meletij Smotryzkyjs Grammatik von 1619 beschrieben, der dieses diakritische Zeichen слитная (slitnaja ‚Verbinder‘) nannte (Bl. 17v–18r).
Bei der Alphabetreform Peters I. um 1700 wurden alle diakritischen Zeichen abgeschafft und mit ihnen auch die spezielle Zeile im Bleisatz über der Buchstabenzeile, in der die Diakritika gesetzt wurden. Im Jahre 1735 führte die Russische Akademie der Wissenschaften Й als eigene, fertig zusammengesetzte Letter jedoch wieder ein. Dieser neue Buchstabe hieß damals (nach lateinischem Vorbild) и с краткой (i s krátkoi ‚i mit Breve‘). Ende des 19. Jahrhunderts wurde der Buchstabe auf Vorschlag von Jakob Grot in и краткое (i krátkoje ‚kurzes i‘) umbenannt.
Seit seiner Einführung im Jahre 1735 wird das Й in der Schriftsprache verwendet, doch erst 1934 wurde es als elfter und eigenständiger Buchstabe ins russische Alphabet aufgenommen, und zwar im Erklärenden Wörterbuch der russischen Sprache (Толковый словарь русского языка), das unter der Redaktion von Dmitri Uschakow veröffentlicht wurde.

## Graphotaktik
In den meisten Sprachen steht der Buchstabe Й so gut wie nie vor den Buchstaben А und У, weil es dafür die Buchstaben Я und Ю gibt.

## Zeichenkodierung
| Standard  | Standard    | Majuskel Й                      | Minuskel й                    |
| --------- | ----------- | ------------------------------- | ----------------------------- |
| Unicode   | Codepoint   | U+0419                          | U+0439                        |
| Unicode   | Name        | CYRILLIC CAPITAL LETTER SHORT I | CYRILLIC SMALL LETTER SHORT I |
| UTF-8     | UTF-8       | D0 99                           | D0 B9                         |
| XML/XHTML | dezimal     | &#1049;                         | &#1081;                       |
| XML/XHTML | hexadezimal | &#x0419;                        | &#x0439;                      |